# Puracé (vulkaan)
De Puracé is een van de meest actieve vulkanen van Colombia en is gelegen in het Colombiaanse departement Cauca, op ongeveer 52 kilometer ten zuidoosten van de stad Popayán. De stratovulkaan is 4.646 meter hoog.
De top van de berg wordt gevormd door een kegel waarvan de zijden een helling van ongeveer 30° vormen. Hierdoor ontstaat een interne en een externe krater van respectievelijk 500 en 900 meter doorsnede. De vulkanische activiteit, in de vorm van fumaroles vindt plaats in de interne krater, met een extern veld van fumaroles op de noordwestelijke flank van de vulkaan. De Puracé ligt vlak bij de Sotará en is de jongste van de twee vulkanen.

## Geologie en vulkanische activiteit
De Puracé is een andesitische vulkaan die gevormd is op een ouder dacitisch fundament. De grootste uitbarstingen in historische tijd vonden plaats in 1849, 1869 en 1885. Sinds 1948 werden meer dan 17 uitbarstingen waargenomen die de vorm van de top sterk veranderd hebben. De laatste grote uitbarsting vond plaats in 1977. Tussen maart en september 2000 werden meer dan 80 aardbevingen geregistreerd rondom de vulkaan. De vulkaan toonde hernieuwde activiteit in december 2008.
Rondom de vulkaan zijn 15 verschillende thermale bronnen en een lauwwarm kratermeer ontdekt. De warmste bron is Pozo Azul met 90 °C. De bron La Mina is het zuurste met een pH van slechts 2,0. De meest bezochte bron is San Juan waar thermale baden zijn ingericht.

## Galerij

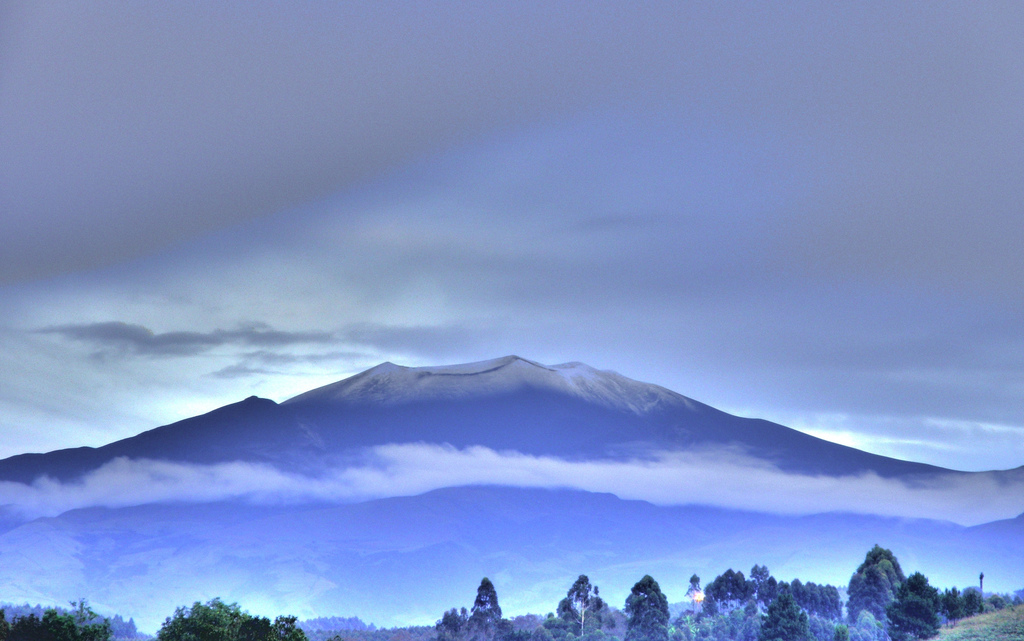